# Erich Honecker
Erich Ernst Paul Honecker (25. srpna 1912 Neunkirchen – 29. května 1994 Santiago de Chile) byl německý komunistický politik a generální tajemník Sjednocené socialistické strany Německa. V letech 1971 až 1989 stál v čele Německé demokratické republiky.

## Biografie

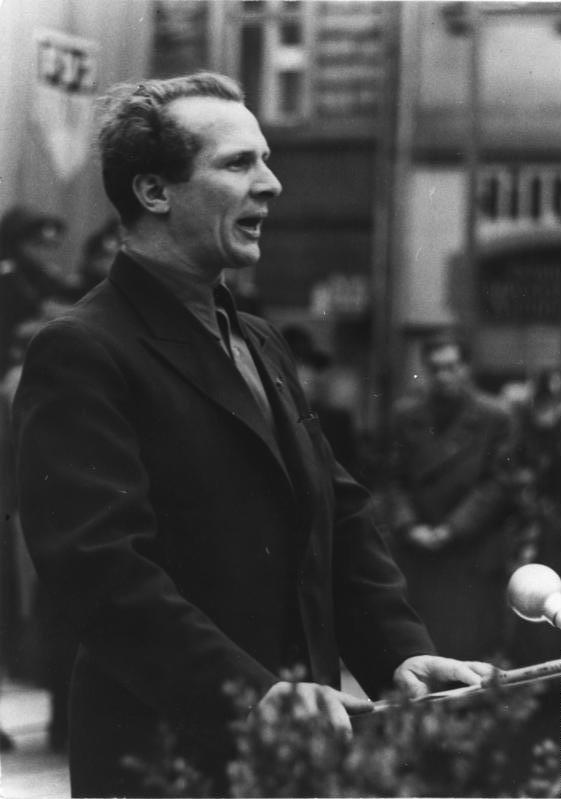
Mladý Honecker v Žitavě v roce 1950

Narodil se v německém Neunkirchenu, městě dnes spadajícím do Sárska. Měl dva bratry a tři sestry. Otec, horník, se jmenoval Wilhelm Honecker, matka byla Karoline Katharina Honeckerová, rozená Weidenhofová.
Roku 1926 se stal členem „Ligy mladých německých komunistů“ (KJVD), mládežnické organizace německých komunistů (mezi které vstoupil o tři roky později). Při studiích, která nedokončil, si přivydělával jako pokrývač.
Nakonec se dostal na Moskevskou Mezinárodní Leninovu akademii, kde se mu dostalo komunistického vzdělání, které už navždy určilo směr jeho života.
Do Německa se vrátil začátkem roku 1931, kde byl nacistickým režimem o čtyři roky později zatčen, a roku 1937 oficiálně odsouzen pro komunistické postoje k desetiletému žaláři. Pochopitelně jeho trest vypršel po porážce Třetí říše.
Po válce se Honecker opět stal aktivním komunistou, pracujícím pod vedením Waltera Ulbrichta a SSSR. Roku 1946 se podílel na znovuvybudování komunistické mládežnické organizace pod názvem Svobodná německá mládež (FDJ) a stal se jejím předsedou. Tuto funkci vykonával až do roku 1955. Po sloučení komunistů se sociálními demokraty a vytvoření Sjednocené socialistické strany Německa (SED) se dostal do jejího ústředního výboru.
Po založení Německé demokratické republiky v roce 1949 a zavedení sovětského státního modelu se stal Honecker roku 1950 kandidátem politbyra SED. V letech 1955 až 1957 studoval na stranické škole v Moskvě. Zde se zúčastnil 20. sjezdu KSSS. Do Německa se vrátil v roce 1958 a stal se plnohodnotným členem politbyra. V politbyru zodpovídal za bezpečnostní a vojenské záležitosti. Jako stranický bezpečnostní tajemník byl hlavním organizátorem stavby Berlínské zdi v roce 1961.

## Od vrchního vůdce NDR až po uprchlíka

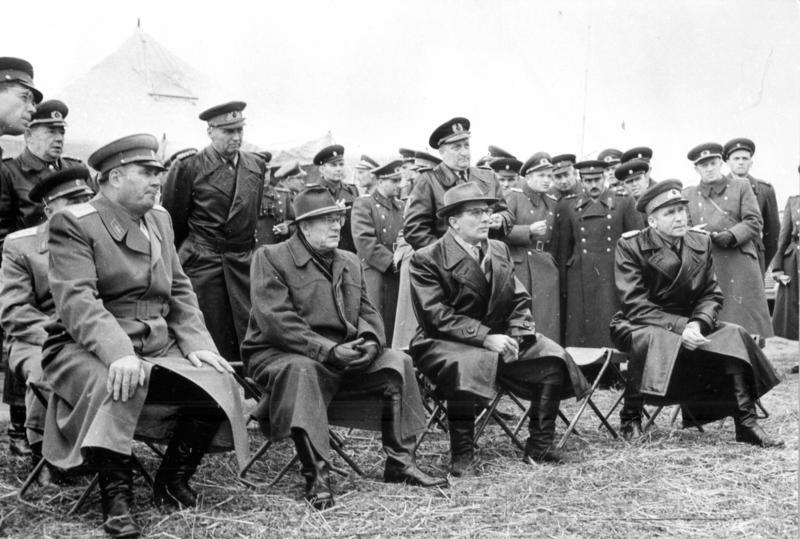
Honecker na vojenské přehlídce jednotek Nationale Volksarmee v roce 1960

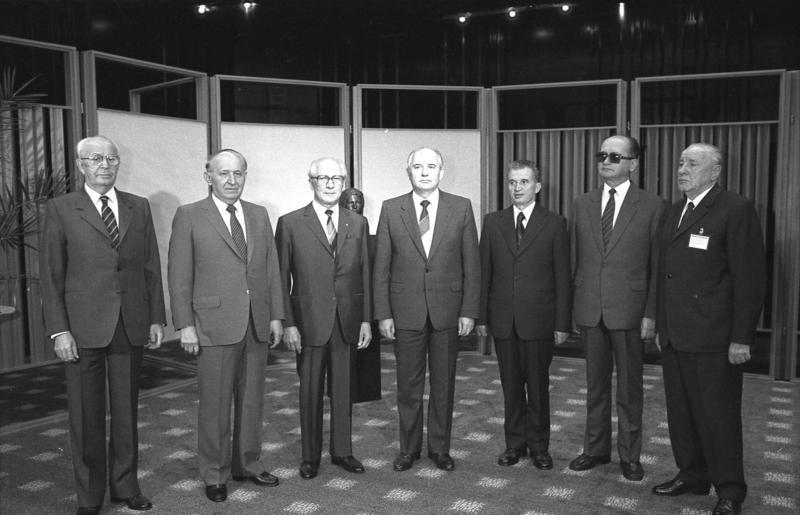
Fotografie ze sjezdu vůdců států Varšavské smlouvy v roce 1987 (zleva): Gustáv Husák, Todor Živkov, Honecker, Michail Sergejevič Gorbačov, Nicolae Ceauşescu, Wojciech Jaruzelski a János Kádár

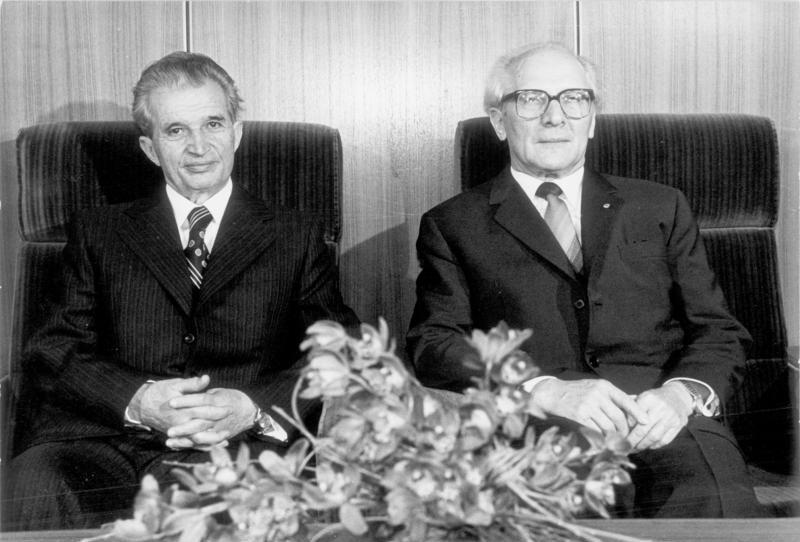
Honecker společně s Ceauşescuem, rumunským prezidentem

Roku 1971 za pomoci intrik (které byly podporovány i sovětskou vládou) nahradil Waltera Ulbrichta v nejvyšší funkci prvního (od roku 1976 generálního) tajemníka Ústředního výboru SED. V roce 1976 se stal předsedou Státní rady NDR. Po získání nejvyšší stranické i státní funkce se mohl považovat za neomezeného vůdce Východního Německa.
Pod Honeckerovým vedením se nejvíce zvýšila životní úroveň východoněmeckého obyvatelstva, i když už před jeho změnami v oblasti dostupnosti zboží a bytové výstavby držela NDR první místo v životní úrovni států východního bloku (druhá byla Československá socialistická republika). I přes tyto ukázky skutečnosti, že Honecker měl nepředstíraný zájem o blaho občanů NDR, nikdy nedovolil jakýkoliv náznak odporu či kritiky vlády. O tom vypovídá jak Berlínská zeď, tak 86 až 262 lidí zabitých při pokusu o její překonání (číslo se liší, protože zdroje i definice, kdo je obětí Berlínské zdi a kdo ne, jsou dodnes rozporuplné).
Za jeho vlády došlo i ke značnému zlepšení vztahů mezi NDR a západoevropskými státy, dokonce i vztahů se Západním Německem. V září 1987 se dokonce stal prvním (a posledním) nejvyšším východoněmeckým představitelem, který oficiálně navštívil Západní Německo.
I přes to všechno ovšem Honecker byl všemi deseti proti jakékoliv snaze o sjednocení německých států. Dalším Honeckerovým rysem byla naprostá oddanost SSSR.
V dobách Gorbačovovy perestrojky odmítlo Honeckerovo vedení provést obdobné změny i ve své zemi, což vedlo k velkým demonstracím východoněmeckého lidu, podobným těm, které se odehrávaly ve zbytku východní Evropy. Největší z nich byla v Lipsku. Ostatní, pokrokovější komunisté v NDR se proto rozhodli provést puč, a na Honeckerovo místo se tak dostal 18. října 1989 Egon Krenz.
Honecker odešel do ústraní, v době sjednocení Německa byl v „azylu“ v sovětské vojenské nemocnici poblíž Berlína. Po znovusjednocení Německa v roce 1991 uprchl Honecker se svou manželkou do Sovětského svazu. Zachránil se tak před soudem za podíl na smrti uprchlíků přes vnitroněmeckou hranici. Dne 11. prosince 1991 požádal o azyl na chilské ambasádě v Moskvě, ten mu ovšem nebyl udělen.
Honecker byl ruskou vládou na osobní intervenci Borise Jelcina v roce 1992 vydán zpět do sjednoceného Německa, kde jej čekal soud kvůli zločinům spáchaným během studené války. Soud s ním začal počátkem roku 1993, byla mu uznána odpovědnost za smrt 192 Němců, kteří se snažili uprchnout na Západ, a hrozilo mu tedy dlouholeté vězení. Pro svůj špatný zdravotní stav byl ovšem omilostněn a propuštěn z vězení a dožil v Santiagu de Chile u rodiny své dcery Sonji. Zemřel 29. května 1994 na rakovinu jater. Jeho tělo bylo zpopelněno. Manželka Margot dožila v Chile, kde zemřela v roce 2016.

## Soukromý život

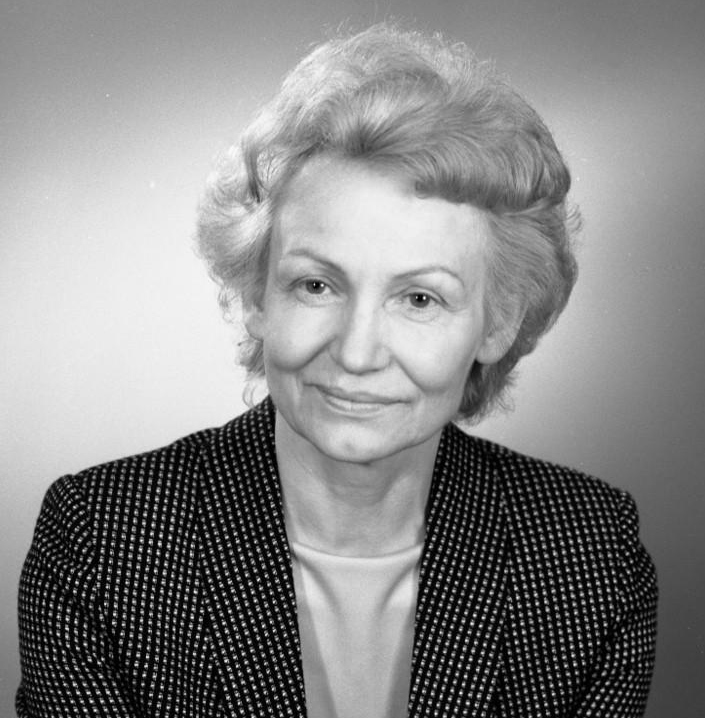
Třetí manželka, Margot Honeckerová v roce 1986

Erich Honecker se v roce 1945 oženil s Charlotte Schanuel, manželství trvalo velmi krátce a Honecker ovdověl. Se svou druhou manželkou Edith, rozenou Baumannovou, měl Erich Honecker dceru Eriku. Po rozvodu s Edith se Honecker v roce 1953 oženil s Margot Feistovou, která byla tehdy již čtyři roky jeho milenkou a s níž měl dceru Sonju (* 1951). Margot byla od konce II. světové války aktivní členkou komunistické strany a cílevědomě si budovala politickou kariéru. Sňatek s Erichem Honeckerem jí značně usnadnil cestu k dalším stranickým i mimostranickým funkcím, a tak přestože absolvovala jen základní školu a žádné jiné vzdělání neměla, stala se Margot Honeckerová v roce 1958 nejprve zástupkyní ministryně lidového školství, a v roce 1962 dokonce postoupila do funkce ministryně lidového školství NDR. Zároveň se stala členkou Ústředního výboru SED. Margot Honeckerová se jako ministryně školství postarala o to, aby se veškeré školství v zemi ještě intenzivněji orientovalo na marxisticko-leninskou ideologii. Po změnách v roce 1989 byl Erich Honecker 18. 10. 1989 nucen odstoupit z funkce generálního tajemníka SED a předsedy státní rady. Dne 20. 10. 1989 odstoupila ze všech svých funkcí i Margot Honeckerová a o měsíc později se už zodpovídala před výborem Lidové sněmovny z řady zločinů, kterých se měla v minulosti jako ministryně dopustit – jednalo se především o nucené adopce dětí, které byly odebrány politicky nespolehlivým rodičům v době komunistické diktatury. Dále se musela zodpovídat z nařízení drastické převýchovy dětí, které údajně narušovaly socialistický způsob života, za což byly internovány v mládežnických pracovních táborech (např. tábor Torgau). Manželé Honeckerovi museli také vysvětlovat své podezřelé majetkové poměry, jelikož si prominentní postavení vrcholných komunistických funkcionářů náležitě užívali a žili v nadměrném luxusu na exkluzivním sídlišti Wandlitz nedaleko Berlína. Vlastnili rovněž několik automobilů, lovecký zámeček Wildfang v Schorfeide, hájovnu u jezera Pinnowsee a řadu dalších objektů.

## Citáty
- „Zeď tu bude stát 50, nebo klidně i 100 let, dokud bude potřebná.“ (Berlín, 19. leden 1989) (Die Mauer wird in 50 und auch in 100 Jahren noch bestehen bleiben, wenn die dazu vorhandenen Gründe noch nicht beseitigt sind.)
- „Žádný vůl nebo osel nemůže zastavit budování socialismu.“ (Berlín, 7. říjen 1989) (Rýmované: Den Sozialismus in seinem Lauf hält weder Ochs noch Esel auf.)
- „Budoucnost patří socialismu.“ (Začátek 80. let) (Die Zukunft gehört dem Sozialismus.)

| Generální tajemníci Sjednocené socialistické strany Německa | Generální tajemníci Sjednocené socialistické strany Německa | Generální tajemníci Sjednocené socialistické strany Německa |
| ----------------------------------------------------------- | ----------------------------------------------------------- | ----------------------------------------------------------- |
| Předchůdce: Walter Ulbricht                                 | 1971–1989 Erich Honecker                                    | Nástupce: Egon Krenz                                        |